# Institut indien d'informatique d'Allahabad
L'Institut indien d'informatique d'Allahabad (en hindi : भारतीय सूचना प्रौद्योगिकी संस्थान, इलाहाबाद) ou IIIT-Allahabad est un Institut indien d'informatique situé à Allahabad dans l'état de l'Uttar Pradesh.

## Histoire
En septembre 1998, le ministère indien du Développement des ressources humaines annonce la création du Indian Institute of Information Technology (IIIT) à Allahabad.